# Struktureffekt
Der Struktur- oder Erlösstruktureffekt charakterisiert den Teil einer Erlösabweichung, der auf die Veränderung der Kaufpräferenzen im Sortiment zurückzuführen ist. Dies ist gleichermaßen als eine Veränderung der Sortimentsstruktur anzusehen.
Der Struktureffekt ergibt sich, indem der Verkaufspreiseffekt und Mengeneffekt von der gesamten Erlösabweichung subtrahiert werden. Somit ist der (Umsatz-)struktureffekt als eine Residualgröße anzusehen. 

## Ursachen

### Sortimentsverschiebungen
Eine Sortimentsverschiebung liegt vor, wenn ein Unternehmen den Absatz von einem Produkt zum anderen verlagert. 
Diese Veränderung kann durch
- die Einführung neuer Produkte,
- Produktveränderungen am bereits bestehenden Produkt, z. B. durch eine veränderte Verpackungsgestaltung oder
- einen Wechsel zu Substituten

bewirkt werden.

### Kundenverschiebungen
Eine Erlösänderung kann außerdem durch einen Wandel in der Kundenstruktur hervorgerufen werden. 
Die Kundenverschiebung kann sich zwischen mehreren Kundensegmenten bewegen, z. B. 
- zwischen gewerblichen Kunden,
- zwischen Kunden des Einzelhandels,
- zwischen umsatzstarken und umsatzschwachen Kunden oder
- zwischen großen und kleinen Kunden.